# Chikungunya-virus
Het chikungunya-virus (wetenschappelijke naam: Chikungunya virus, afgekort: CHIKV) is een virus dat de ziekte chikungunya veroorzaakt met milde koorts en gewrichtspijnen als gevolg. Normaal is de ziekte niet dodelijk voor de mens.
De benaming is afkomstig van het Makonde-woord voor "wat krombuigt", daarmee verwijzend naar de artritis-symptomen. Het virus werd voor het eerst vastgesteld in 1955 in het tegenwoordige Tanzania, naar aanleiding van een uitbraak van chikungunya in 1952/1953. Overigens wordt soms ten onrechte gesuggereerd dat de naam uit het Swahili afkomstig is.
Het virus kan overgedragen worden door een muggensteek van de Aedes aegypti-mug (Denguemug) en door de Aedes albopictus (Aziatische tijgermug). De diagnose kan gesteld worden op basis van een serologische test ontwikkeld door de Universiteit van Malaya te Kuala Lumpur in Maleisië.

## Voorkomen
Er zijn drie genotypen van het virus. Een West-Afrikaanse, een centraal/Oost-Afrikaanse en een Aziatische variant. Anders dan soms gesuggereerd wordt, wordt Europa getroffen door de Centraal/Oost-Afrikaanse variant.